# Pelochrista labyrinthicana
Pelochrista labyrinthicana es una especie de polilla perteneciente al género Pelochrista, categorizada en la tribu Eucosmini, de la subfamilia Olethreutinae.

## Distribución
Se distribuye por Rusia.

## Taxonomía
Fue descrita por Christoph en 1872 y publicada por primera vez en Horae Soc. ent. Ross. 9: 17.